# Cantó de Belmont-de-la-Loire
El cantó de Belmont-de-la-Loire era una divisió administrativa francesa del departament del Loira, situat al districte de Roanne. Comptava amb 9 municipis i el cap era Belmont-de-la-Loire. Va desaparèixer el 2015.

## Municipis
- Arcinges
- Belleroche
- Belmont-de-la-Loire
- Le Cergne
- Cuinzier
- Écoche
- La Gresle
- Saint-Germain-la-Montagne
- Sevelinges

## Història
| Data d'elecció                           | Identitat              | Partit                                 | Qualitat |
| ---------------------------------------- | ---------------------- | -------------------------------------- | -------- |
| 1945-1973                                | Henri Desseigne        | Divers droite, després MRP, després UC |          |
| 1973-1979                                | Bernard Ézac           | UDF-CDS                                |          |
| 1979-1998                                | Jean-Baptiste Chabrier | Divers droite, després UDF             |          |
| 1998-2015                                | Jean-Paul Defaye       | Divers droite                          |          |
| les dades anteriors no són pas conegudes |                        |                                        |          |
|                                          |                        |                                        |          |

## Demografia
| 1962                                            | 1968  | 1975  | 1982  | 1990  | 1999  | 2008  |  |
| 4.685                                           | 5.172 | 4.882 | 4.879 | 5.010 | 5.076 | 5.479 |  |
| ----------------------------------------------- | ----- | ----- | ----- | ----- | ----- | ----- |  |
| A partir de 1990: Població sense dobles comptes |       |       |       |       |       |       |  |